# Čeperka
Čeperka település Csehországban, a Pardubicei járásban. Čeperka Podůlšany, Stéblová, Staré Ždánice, Opatovice nad Labem, Hrobice és Libišany településekkel határos. Lakosainak száma 1181 fő (2024. január 1.).

## Népesség
A település lakosságának változását az alábbi diagram mutatja:
| Lakosok száma | 453  | 556  | 557  | 841  | 825  | 927  | 1091 | 1137 | 1152 | 1181 |
|               | 1869 | 1890 | 1921 | 1950 | 1980 | 2001 | 2017 | 2019 | 2022 | 2024 |